# Inishturk
Inishturk (irisch: Inis Toirc; deutsch: „Wildschwein-Insel“) ist eine bewohnte Insel in der Clew Bay vor der Küste des County Mayo in Irland.

## Geografie
Der Mountain Common ist mit 191 m die höchste Erhebung der Insel. Die Nachbarinseln sind Caher Island, Clare Island und Inishbofin.
Es gibt zwei Siedlungen mit zusammen 53 Bewohnern auf der 6 km² großen Insel, Ballyheer und Garranty, die beide auf der meerabgewandten östlichen Seite der Insel liegen. Einige Bewohner stammen von der evakuierten Insel Inishark. Aufgegebene Siedlungen sind Bellavaun und Craggy.

## Infrastruktur
Seit 2003 ist die Insel an das Stromnetz angeschlossen. Eine regelmäßige Fähre verbindet Inishturk Harbour mit Roonagh Pier auf dem Festland.

## Sehenswürdigkeiten
An der Westküste steht ein während der Napoleonischen Kriege errichteter Martello-Turm.

## Literarischer Schauplatz
Das 1997 von Wolfram Hänel veröffentlichte Jugendbuch „Giftiges Gold oder Großvaters Esel“ spielt auf der Insel Inishturk.  